# Rally Príncipe de Asturias de 1998
El Rally Príncipe de Asturias de 1998, oficialmente 35.º Rally Príncipe de Asturias, fue la trigésimo quinta edición, la cuadragésimo séptima cita de la temporada 1998 del Campeonato de Europa de Rally y la novena de la temporada 1998 del Campeonato de España de Rally. Se celebró del 25 al 26 de septiembre y contó con un itinerario de diecisiete tramos que sumaban un total de 263,5 km cronometrados.

## Itinerario
| Día   | Tramo | Nombre                | Distancia | Hora  |
| ----- | ----- | --------------------- | --------- | ----- |
| Día 1 | TC1   | Borines-Torazo        | 19.94 km  | 10:12 |
| Día 1 | TC2   | Orizón-Valdebárcena   | 15.45 km  | 11:05 |
| Día 1 | TC3   | Miravalles-Carrandi   | 30.15 km  | 12:05 |
| Día 1 | TC4   | Sellaño-Sevares       | 15.97 km  | 13:42 |
| Día 1 | TC5   | Borines-Torazo 2      | 19.94 km  | 15:33 |
| Día 1 | TC6   | Orizón-Valdebárcena 2 | 15.45 km  | 16:26 |
| Día 1 | TC7   | Miravalles-Carrandi 2 | 30.15 km  | 17:26 |
| Día 1 | TC8   | Sellaño-Sevares 2     | 15.97 km  | 19:03 |
| Día 2 | TC9   | El Cordal             | 12.54 km  | 09:49 |
| Día 2 | TC10  | Morcín                | 8.93 km   | 10:16 |
| Día 2 | TC11  | Langreo               | 12.15 km  | 11:31 |
| Día 2 | TC12  | Santa Bárbara         | 13.60 km  | 12:04 |
| Día 2 | TC13  | El Cordal 2           | 12.54 km  | 14:04 |
| Día 2 | TC14  | Morcín 2              | 8.93 km   | 14:31 |
| Día 2 | TC15  | Oviedo-Brañes 2       | 6.08 km   | 15:06 |
| Día 2 | TC16  | Langreo 2             | 12.15 km  | 16:21 |
| Día 2 | TC17  | Santa Bárbara 2       | 13.60 km  | 16:54 |

## Clasificación final
| Pos. | Piloto                | Copiloto                 | Automóvil                   | Tiempo       | Diferencia |
| ---- | --------------------- | ------------------------ | --------------------------- | ------------ | ---------- |
| 1.   | Jesús Puras           | Carlos del Barrio        | Citroën Xsara Kit Car       | 2:44:22      | 0.0        |
| 2.   | Luis Climent          | José Antonio Muñoz       | Renault Mégane Maxi         | 2:47:15      | +2:53      |
| 3.   | Sergio Vallejo        | Diego Vallejo            | Citroën Saxo Kit Car        | 2:54:45      | +10:23     |
| 4.   | Ignacio Sanfilippo    | Eduardo Incera           | Peugeot 106 Maxi            | 2:57:34 1:00 | +13:12     |
| 5.   | Javier Piñeiro        | Aída Blanco              | Renault Clio Maxi           | 2:57:49      | +13:27     |
| 6.   | Miguel Martínez-Conde | Felipe Alonso            | Mitsubishi Carisma GT Evo V | 2:59:50      | +15:28     |
| 7.   | Esteban Vallín        | Eduardo Escolano         | SEAT Ibiza GTi 16V          | 3:01:57      | +17:35     |
| 8.   | Roberto Solís         | Francisco Javier Álvarez | Peugeot 106 Rallye          | 3:02:25      | +18:03     |
| 9.   | Jordi Grinyó          | Samira Lanaya            | Peugeot 106 Rallye          | 3:03:39 0:10 | +19:17     |
| 10.  | Félix García          | Miguel Ángel García      | SEAT Ibiza GTi 16V          | 3:04:31      | +20:09     |